# Паретоне (Таранто)
Паретоне (итал. Paretone) је насеље у Италији у округу Таранто, региону Апулија.
Према процени из 2011. у насељу је живело 7 становника. Насеље се налази на надморској висини од 128 м.